# Parapelecopsis
Parapelecopsis Wunderlich, 1992 è un genere di ragni appartenente alla famiglia Linyphiidae.

## Distribuzione
Le quattro specie oggi attribuite a questo genere sono state reperite nella regione paleartica: due specie sono endemismi, la P. conimbricensis del Portogallo e la P. mediocris dell'isola di Madera.
In Italia sono stati reperiti alcuni esemplari di P. nemoralis nel 2005.

## Tassonomia
Per la determinazione delle caratteristiche della specie tipo di questo genere sono stati esaminati gli esemplari di Pelecopsis nemoralis (Blackwall, 1841).
A dicembre 2011, si compone di quattro specie:
- Parapelecopsis conimbricensis Bosmans & Crespo, 2010 — Portogallo
- Parapelecopsis mediocris (Kulczynski, 1899) — Madeira
- Parapelecopsis nemoralioides (O. P.-Cambridge, 1884) — Europa
- Parapelecopsis nemoralis (Blackwall, 1841)[4] — Europa, Russia

### Sinonimi
- Parapelecopsis locketi (Cooke, 1967); esemplare trasferito dal genere Pelecopsis e riconosciuto in sinonimia con P. nemoralioides (O. P.-Cambridge, 1884), a seguito di un lavoro dell'aracnologo Wunderlich del 1985, quando erano ancora attribuiti al genere Pelecopsis[1].
- Parapelecopsis pyrenaea (Simon, 1918); esemplari trasferiti dall'ex-denominazione Lophocarenum, poi divenuta Pelecopsis, e riconosciuti in sinonimia con P. nemoralis (Blackwall, 1841), a seguito di un lavoro dell'aracnologo Wunderlich del 1985, quando erano ancora attribuiti al genere Pelecopsis[1].